# Garcin de Tassy
Joseph Héliodore Sagesse Vertu Garcin de Tassy (25 de enero de 1794, Marsella - 2 de septiembre de 1878) fue un orientalista francés.
Estudió con Silvestre de Sacy lenguas orientales y obtuvo el profesorado en indología por la Escuela para Lenguas Orientales Vivientes, fundado por él. En 1838 fue elegido en la Académie des Inscriptions et Belles-Lettres. Y uno de los fundadores y presidente de la Société Asiatique.
Garcin recibió primero predominancia a través de trabajos generales en Islam y traducciones del árabe, concretamente L'Islamisme d'aprés le Coran (3ª ed. Par. 1874), La poésie philosophique et religieuse chez les Persans (4ª ed. 1864, 3 v.) y el Allégories, récits poétiques etc. (2ª ed. 1877) Más tarde, se dedicó al estudio de la lengua de hindi, siendo reputado como el primero en hacerlo en Europa. Sus trabajos importantes en esa área fueron; Mémoires sur les particularités de la religión musulmane dans l'Inde (1832); Les aventures de Kamrup (traducción, 1834); traducciones de trabajos por el poeta Wali (1834) Histoire de la littérature hindoue e hindoustani (2ª ed. 1871, 3 v.) Rudiments de la langue hindouie (1847); Rhétorique et prosodie des langues de l'Orientar musulman (1848, 2ª ed. 1873) Chrestomathie hindie et hindouie (1849) La doctrine de l'amor (traducción del hindi, 1859) Cours d'hindoustani (1870) y La langue et la littérature hindoustanies 1850-69 (2ª ed. 1874), el cual añade desde 1870 como una revisión anual bajo el mismo título.

## Publicaciones
- Les Oiseaux et les Fleurs, allégories morales d'Azz-eddin Elmocaddessi, publiées en árabe avec une traduction et des notas (1821).[2]

- Exposition de la foi musulmane, traduite du turc de Mohammed ben Pir-Ali Elberkevi, avec des notas, par M. Garcin de Tassy, suivie du Pend-Nameh, poème de Saadi, traduit du persan par le même, et du Borda, poème à la louange de Mahomet, traduit de l'arabe (1822; 1828).

- Doctrina et devoirs de la religión musulmane, tirés textuellement du Coran, suivis de l'Eucologe musulman, traduit de l'arabe (1826).

- Conseils aux mauvais poètes, poème de Mir Taki, traduit de l'hindoustani (1826).

- Rudimens de la langue hindoustanie (1829; 1847). Réédition: Rudiments de la langue hindoustanie, 2e édition, adaptée aux dialectes urdu et dakhni, Duprat, París, 1863.

- Mémoire sur les particularités de la Religión musulmane dans l'Inde, d'après les ouvrages hindoustani (1831; 1869).

- Les Aventures de Kamrup, par Tahcin-Uddin, traduites de l'hindoustani (1834).

- Appendice aux Rudimens de la langue hindoustani, contenant, outre quelques adiciones à la grammaire, des lettres hindoustani originales, accompagnées d'une traduction et de fac-símil (1833).

- Les Œuvres de Walî, publiées en hindoustani (2 volúmenes, 1834@–36).

- Manuel de l'auditeur du cours d'hindoustani, ou Thèmes gradués, accompagnés d'un vocabulaire français-hindoustani (1836)

- Histoire de la littérature hindoui et hindoustani (2 volúmenes, 1839@–47).

- La Rhétorique des Naciones musulmanes d'après le traité persan intitulé: Hadayik Ul-Balagat (1844@–48). Réédition (2ª ed. revisada y aumentad): Maisonneuve, París, 1873.

- Les Séances de Haidari, récits historiques et élégiaques sur la vie et la mort des principaux mártires musulmans, ouvrage traduit de l'hindoustani par M. l'abbé Bertrand, Suivi de l'Élégie de Miskin, traduite de la même langue par M. Garcin de Tassy (1845).

- Prosodie des langues de l'Orientar musulman, spécialement de l'arabe, du persan, du turc et de l'hindustani (1848).

- Chrestomathie hindie et hindouie à l'Uso des élèves de l'École spéciale des langues orientales vivantes (1849).

- Analiza d'un monólogo dramatique indien (1850).

- Tableau du Kali yug ou de l'Âge de fer, par Wischnu-Dâs (1854; 1880).

- Mémoire sur les noms propres et les titres musulmans (1854) reeditado: Mémoire sur les noms propres et les titres musulmans, 2ª ed. seguido de un aviso de vestimentas con inscripciones árabes, persas e hindoustanes (1878).

- Les Femmes poètes dans l'Inde (1854).

- Cánticos populaires de l'Inde (1854).

- Les Auteurs hindoustanis et leurs ouvrages (1855; 1868) reedición: Les Auteurs hindoustanis et leurs ouvrages d'après les Biografías originales, Ernest Thorin, París, 1968.

- La Poésie philosophique et religieuse chez les Persans. Le Langage des oiseaux (1856 ; 1860 ; 1864)

- Mantic Uttaïr, ou le Langage des oiseaux, poème de philosophie religieuse, par Farid-Uddin Attar, publicó en persa (1857 ; 1863) reedición : La Conférence des oiseaux. Farîd Uddîn Attâr. Tradujo del persa por Garcin de Tassy, Albin Michel, París, 1996.

- La Doctrina de l'amor, ou Taj-Ulmuluk et Bakawali, romano de philosophie religieuse, por Nihal Chand de Dehli, tradujo del hindoustani (1858).

- Le Bostan, poëme moraleja de Saadi, analiza et extraits (1859).

- Descripción des monumentos de Delhi en 1852 d'après le texte hindoustani de Saïyid Ahmad Khan (1863).

- Un Chapitre de l'histoire de l'Inde musulmane, ou Chronique de Scher Schah, sultan de Delhi (1865).

- Histoire de la littérature hindouie et hindoustanie (3 v. 1870–71).

- La Langue et la littérature Hindoustanes en 1871 (1872).

- Ciencia des religiones. L'Islamisme, d'après le Coran, l'enseignement doctrinal et la pratique (1874).

- La Langue et la Littérature hindoustanies en 1876 (1876)[3]

- Allégories, récits poétiques et cánticos populaires, traduits de l'arabe, du persan, de l'hindoustani et du turc (1876).

- La Langue et la littérature Hindoustanes en 1870, A. Labitte et Maisonneuve et Cie, París, 1971.

- Bolsa o bahar, le Jardin et le printemps, poème hindoustani (1878). Réédition : Institut Nacional des langues et civilizaciones orientales, París, 1973.

- Saadi, auteur des estrena poésies hindoustani, Revista asiatique 1843, reedición en 2006 en La Danse de l'âme, recueil d'odas mystiques et de quatrains des soufis, colección « D'Orientar et d'Occidente », ediciones InTexte.

Traducciones
- Farid Ud-Alboroto Attar. La Conferencia de los Pájaros (Mantiq Ut-Tair). Rendered A inglés del literal y traducción francesa completa de Garcin de Tassy por C. S. Nott, El Janus Prensa, Londres, 1954.

- Festivales musulmanes en India y Otros Ensayos. Traducido y editado por M. Waseem, Oxford Prensa Universitaria, Delhi, 1995.